# Panulirus ornatus
Panulirus ornatus is een tienpotigensoort uit de familie van de Palinuridae. De wetenschappelijke naam van de soort is voor het eerst geldig gepubliceerd in 1798 door Fabricius.

## Trivia
In november 2014 werd in de Chinese havenstad Wenling een exemplaar van deze soort verkocht voor ruim 76.000 Euro. Het beest woog 26 kilogram en had een lengte van meer dan een meter.